# Редункові
Редункові (Reduncinae) — підродина парнокопитних ссавців родини Бикові (Bovidae). Представники підродини поширені на більшій частині Африки на південь від Сахари і зазвичай зустрічаються в заростях очерету або чагарників поблизу води. Рогаті тільки самці.

## Класифікація
Підродина містить 3 роди та 9 видів:
- Kobus (5 видів)
  - Kobus kob — коб
  - Kobus vardonii — пуку
  - Kobus leche — лічі
  - Kobus megaceros — лічі нільський
  - Kobus ellipsiprymnus — козел водяний

- Pelea (1 вид)
  - Pelea capreolus — антилопа козулина

- Redunca (3 види). — Редунка
  - Redunca arundinum — Редунка великий
  - Redunca fulvorufula — Редунка гірський
  - Redunca redunca — Редунка звичайний

Рід Pelea інколи виділяють в окрему підродину.